# Mike Hammer (televisieserie uit 1958)
Mickey Spillane's Mike Hammer was een Amerikaanse misdaadserie die van 1958 tot 1959 werd uitgezonden in syndicatie. De serie is gebaseerd op de fictieve privédetective Mike Hammer uit de boeken van Mickey Spillane. In tegenstelling tot de televisieserie uit de jaren tachtig, was Spillane nauwelijks betrokken bij deze televisieserie.

## Rolverdeling
Legenda
 = Hoofdrol
 = Bijrol
 = Gastrol
 = Geen rol
| Acteur            | Personage                                     | S1 | S2 |
| ----------------- | --------------------------------------------- | -- | -- |
| Darren McGavin    | Mike Hammer                                   | 39 | 39 |
| Bart Burns        | hoofdinspecteur Pat Chambers                  | 14 | 8  |
| Vito Scotti       | Geta                                          | 1  | 6  |
| Johnny Seven      | Harry Flack / Sammy Carl Pate / Johnny Jersey | 2  | 2  |
| Dale Van Sickel   | Edgar / Second Mugger / Blackie Davis / Hood  | 2  | 2  |
| James Westerfield | Jim Dayton / Lt. Checkers / Bill Murphy       | 2  | 1  |
| Patricia Huston   | Susan Barlow / Mary Otto / Phyllis Tyler      | 1  | 2  |
| Walter Reed       | Joe Stanley / Fred Rankin / Stratton          | 2  | 1  |

1. ↑  Als een ander personage
2. ↑  Niet op aftiteling

## Afleveringen
De serie bestond uit 76 zwart-witafleveringen van 30 minuten, verdeeld over twee seizoenen. Als gesyndiceerde televisieserie variëren de oorspronkelijke uitzenddata en de volgorde van de afleveringen per geografische locatie. Zo debuteerde de serie bijvoorbeeld op WCBS-TV op 28 januari 1958.

## Ontvangst
De reacties van de kijkers en de critici op de serie waren gemengd. Hoewel TV Guide de serie omschreef als "veruit de slechtste serie op tv", beweerde McGavin dat de serie "een instant succes" was. Er was kritiek op het gebruik van excessief en gratuit geweld. McGavin maakte er echter een punt van om de rol van Hammer te spelen met een vleugje ironie, tegen de wil van de leidinggevenden van Universal Studios in.